# Metadata
Metadata (Græsk : meta: udover, i betydningen niveauet over + Latin: data "information"), bogstavligt "data om data", er information om nogle andre data. Et godt eksempel er de papkort man før i tiden havde på bibliotekerne, hvor hvert kort indeholdt information om indholdet og placeringen af en bog på biblioteket: De var data om data der stod i bogen. I praksis bruges betegnelsen i dag altovervejende om teknisk eller indholdsbeskrivende information om filer på f.eks. en computer.
IT-udviklere sonderer normalt skarpt mellem tekniske (strukturelle) metadata og vejledende metadata:
- Tekniske metadata genereres automatisk af det program eller den hardware, som datafilen skabes med. Et eksempel er informationer om opløsning, eksponering, GPS placering, kameramodel osv. som kan være indlagt i digitale fotografier.
- Vejledende metadata er derimod indholdsbeskrivende information, som tilføjes manuelt. Eksempler herpå er information om personer på et fotografi eller andre praktiske  eller beskrivende bemærkninger om et billede, et dokument, eller en lyd- eller videooptagelse.